# 觀塘仔灣

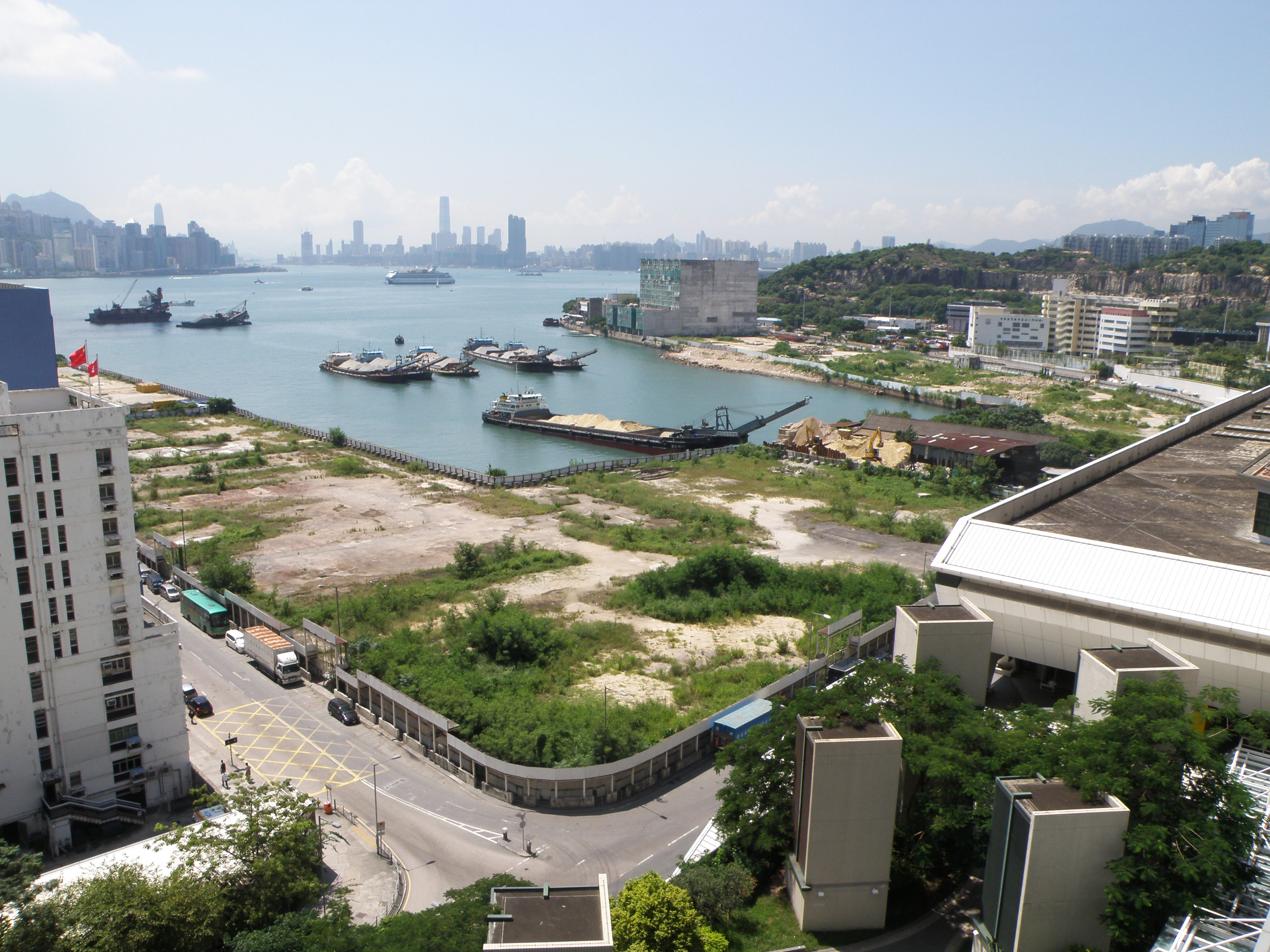
俯瞰觀塘仔灣

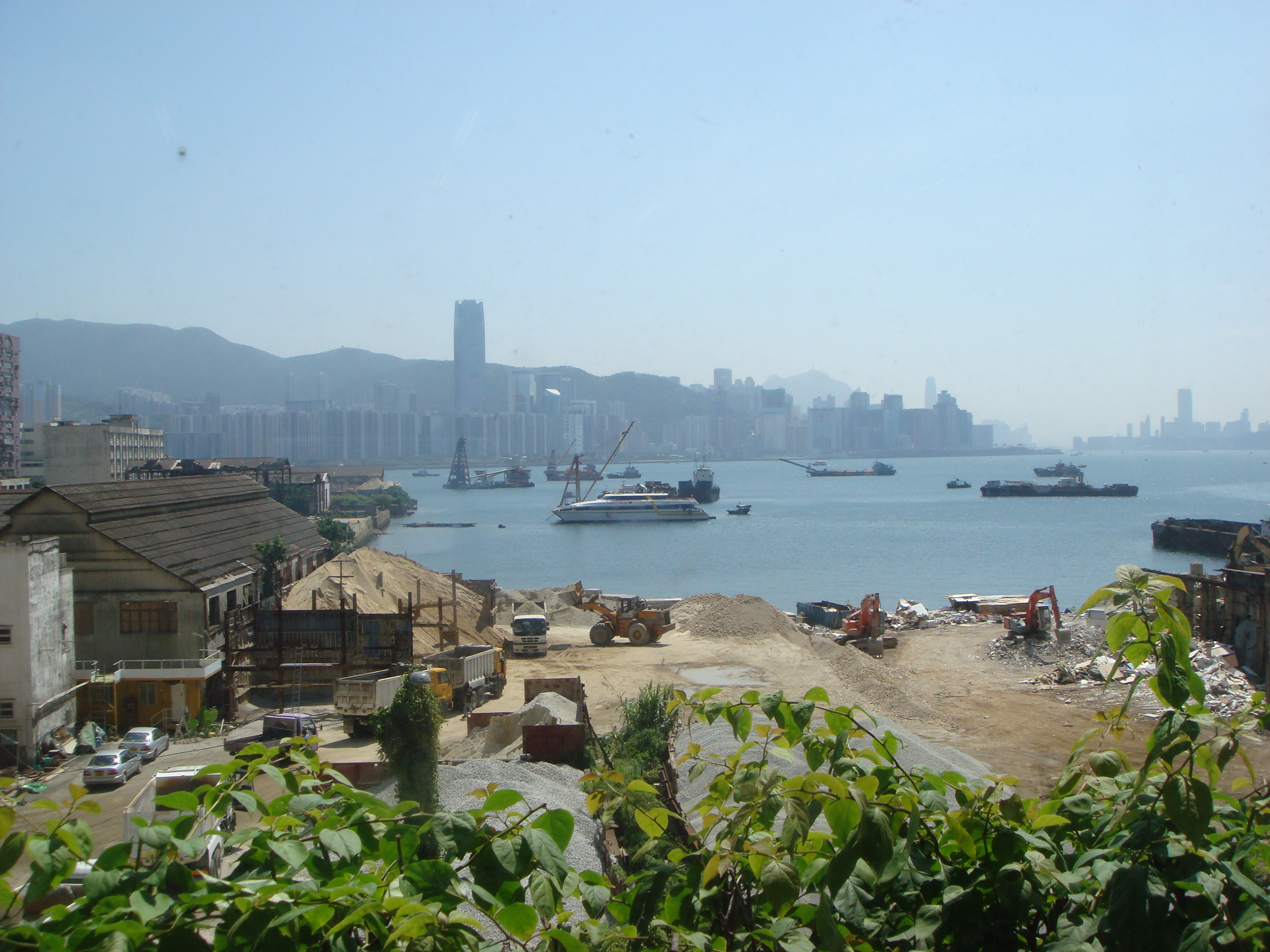
從油塘站望向觀塘仔灣

觀塘仔灣（英語：Kwun Tong Tsai Wan），又稱油塘灣（英語：Yau Tong Bay），是香港九龍觀塘區油塘對出的海灣，位於茶果嶺以南、三家村以北，毗鄰茶果嶺道及油塘站。值得一提，此處並非維多利亞港。

## 歷史

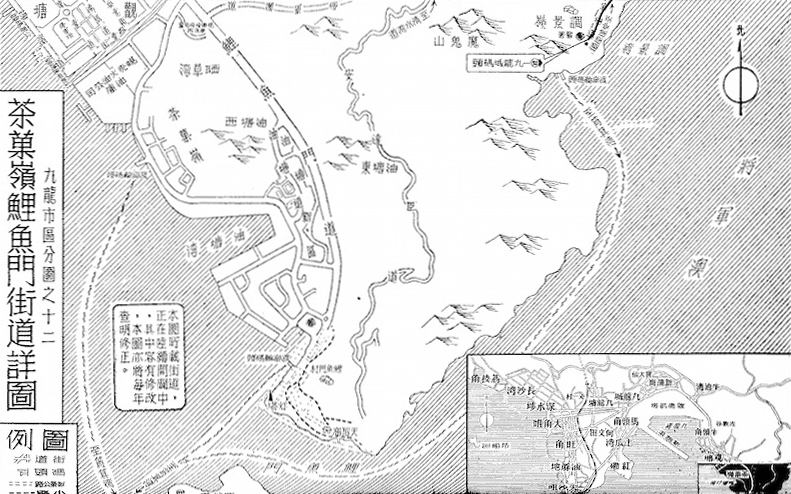
1964年的茶果嶺至鯉魚門街道詳圖，觀塘仔灣當時又稱「油塘灣」

1990年代末，政府當局計劃在觀塘仔灣一帶填海發展住宅區，而當時規劃的香港地鐵將軍澳線油塘站的選址也考慮到這個因素而配合。然而由於2000年代起多了保育人士反對填海，填海計劃最終擱置。
恒地牽頭的財團計劃在油塘灣綜合發展區會興建遊艇中心、海濱長廊、多棟中密度住宅和酒店，當中住宅高度為18至29層，非住宅高度為6及20層，提供6,556個中小型住宅單位。建築面積約9.94公頃，總地積比率最高定於4.5倍，發展商需採用獨特的漸進式建築物高度輪廓，建築物高度向海濱遞降，屆時該區將成為東九龍的高尚住宅區。

## 未來發展

### 油塘灣綜合發展區
早在2002年，以恒基為首財團的發展商曾建議在油塘灣填海，不過遭到政府否決。其後多次修改方案才獲批准。發展商開始陸續購入油塘區相關物業或地皮。
油塘灣現有的工廠大廈已於2011年起陸續清拆，騰出空間後將興建遊艇中心、海濱長廊、多棟中密度住宅和酒店，當中住宅高度為18至29層，非住宅高度為6及20層，提供6,556個中小型住宅單位。建築面積約9.94公頃，總地積比率最高定於4.5倍，發展商須採用獨特的漸進式建築物高度輪廓，建築物高度向海濱遞降，屆時該區將成為東九龍的高尚住宅區。部份住宅單位景觀遠眺中環及尖沙咀一帶海域。發展大綱圖在2015年再度批出，並計劃分為六期發展。
2017年9月20日，恒地執行董事黃浩明透露，油塘灣綜合發展計劃共分6期發展，目前已批出首兩期的建築圖則，尚有4期未批出，而現階段正等待政府批出補地價。整個項目地盤逾106.5萬方呎，料總共提供逾6500多伙，單位平均面積約655方呎，主要屬中小型單位，預計可容納人口約1.97萬人，最快可於2020年開始分階段落成。不過到2021年，恒地執行董事黃浩明認為補地價金額過高，已經就有關問題向政府上訴。

### 私人屋苑
- 鯉灣天下(Canaryside)
- 嘉賢居(The Spectacle)
- Ocean One
- Peninsula East-2幢（1座及2座）
- 海傲灣(One East Coast)-3幢（1A,1B及2座）
- 曦臺(Maya)-2幢（1座及2座）（宏安地產及旭輝四山街13至15號項目。兩幢共326伙，面積由470至1,800平方呎不等，於2020年底入伙），另有商場發展
- 蔚藍東岸(Montego Bay)(五礦地產旗下崇信街與仁宇圍交界，4幢大廈共提供792伙，當中7成為中型單位，逾3,000平方呎留作零售樓面)
- 親海駅（The Coast line）（長實旗下東源街5號及8號地盤項目，共建4幢大廈提供903伙）（2020年完成改劃及補地價）
- 越秀地產旗下油塘東源街越秀冷藏倉庫及鄰近用地(2016年底向城規會申請)，共建5幢大廈提供1056伙，單位平均面積料約600方呎
- 青建國際（新加坡財團）旗下東源街18號，興建2幢21層高住宅，提供224伙住宅單位，平均每戶約1000呎(2019年向城規會申請)
- 恒基地產等的油塘灣大型綜合發展項目第1、2期，獲屋宇署批建樓面超過408.8萬方呎，將興建30幢分層物業，約6200伙。
- 康世集團旗下油塘四山街8號世運貨倉項目，佔地約24.6萬方呎，可建住宅樓面約19.3萬方呎，提供445伙，並以1、2房單位為主
- 宏安地產旗下四山街18至20號油塘工業大廈第4座項目，地盤面積約41,680平方呎

### 居者有其屋及綠置居屋苑
- 油翠苑

### 公共屋邨
- 油塘邨
- 油麗邨

### 政府宿舍（原為未發售居者有其屋屋苑）
- 油美苑

## 商場
- 鯉魚門廣場
- 大本型
- 油麗商場

## 中、小學、特殊學校
- 聖安當小學 : 油塘道
- 福建中學附屬學校 : 油塘邨第二期
- 聖公會油塘基顯小學 : 油塘道
- 中華基督教會基法小學(油塘) : 油塘道
- 基督教中國佈道會聖道學校 : 鯉魚門道

## 交通

### 主要交通幹道
- 鯉魚門道
- 茶果嶺道
- 東區海底隧道
- 經東南九龍T2主幹道（興建中）連接西九龍

## 區議會議席分佈
為方便比較，以下列表以茶果嶺村、鯉魚門道、啟田道交匯處以南、五桂山、碧雲道至澳景路交界以南為範圍。
| 年度/範圍                  | 2000-2003    | 2004-2007      | 2008-2011              | 2012-2015                      | 2016-2019                      | 2020-2023                      |
| -------------------------- | ------------ | -------------- | ---------------------- | ------------------------------ | ------------------------------ | ------------------------------ |
| 茶果嶺村以南、鯉魚門道以西 | 油塘四山選區 | 油塘四山西選區 | 油塘中選區及油塘西選區 | 油麗選區、翠翔選區及油塘西選區 | 油麗選區、翠翔選區及油塘西選區 | 油翠選區、油麗選區及油塘西選區 |

註：以上主要範圍尚有其他細微調整（包括編號），請參閱有關區議會選舉選區分界地圖及條目。